# Измайловское кладбище

Измайловское кладбище (фрагмент «Плана Москвы и окрестностей» 1938 года с наложением на современный план Москвы).

Измайловское кладбище находится в Восточном административном округе города Москвы. Основано в 1672 году. Находилось около села Измайлово, известного с середины XVI века как вотчина шурина Ивана IV Никиты Романовича Юрьева.
В 1676 году на месте старой деревянной церкви возведён каменный храм Рождества Христова, выдержанный в стиле позднего узорочья. В 1761 году к нему была пристроена колокольня в стиле барокко. В церкви хранятся икона Иерусалимской Божьей Матери, иконы великомученика и целителя Пантелеймона, Алексия Человека Божия, Марии Египетской (все — XVII—XVIII вв.), частица мощей Иоасафа Белгородского. Храм окружает кирпичная ограда со Святыми воротами, сооружённая в стиле барокко во второй половине XVIII века.
Измайловское кладбище вошло в состав московских кладбищ в 1935 году.
В начале 1960-х годов северная часть кладбища была уничтожена при прокладке трассы Сиреневого бульвара.
- Адрес: Москва, Измайловский пр-д, вл. 30
- Площадь кладбища: 3 га

## Погребения и памятники на Измайловском кладбище

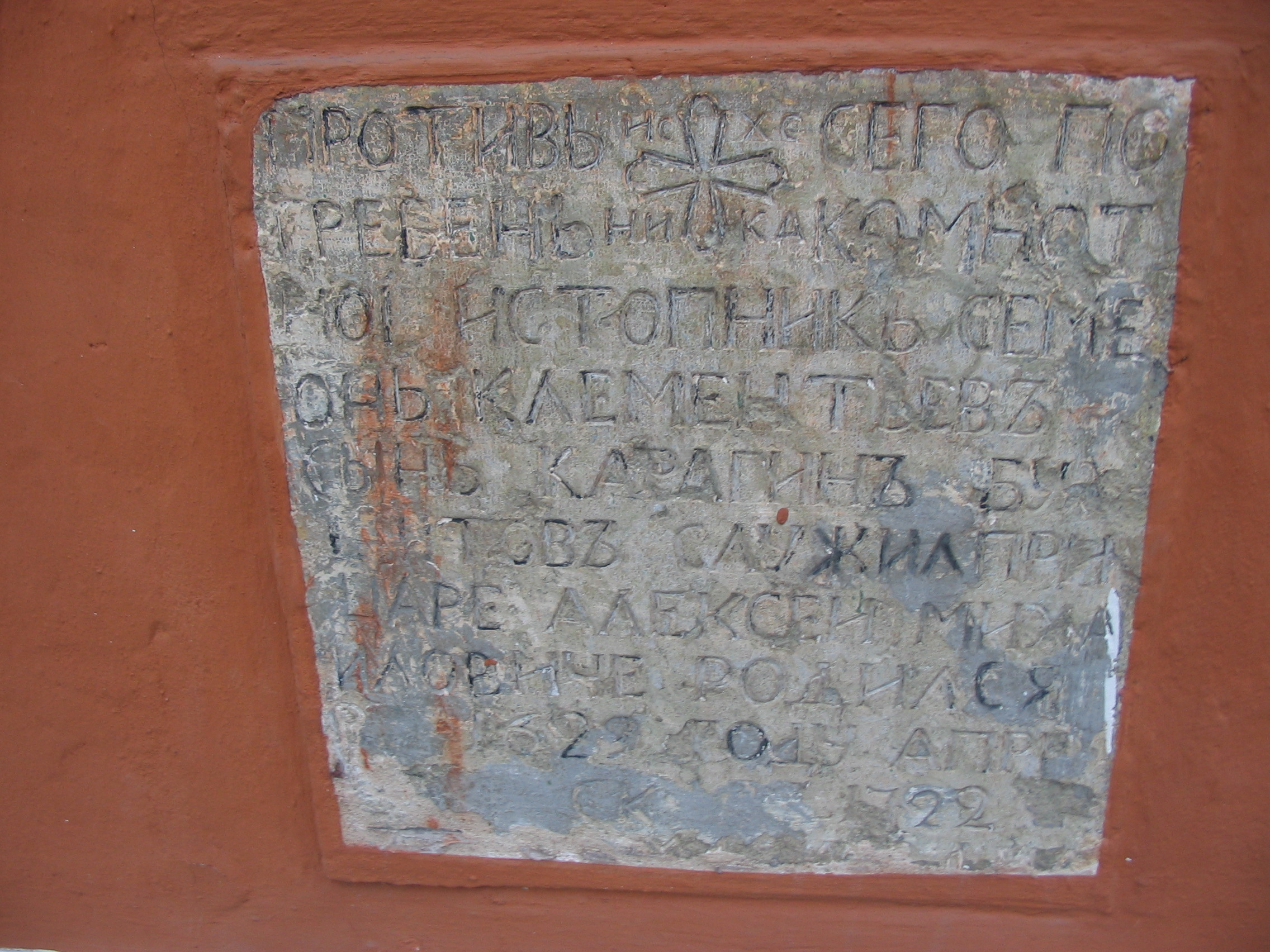
Доска против места погребения истопника С. К. Карагина

На Измайловской церкви имеется доска, отмечающая место погребения истопника Карагина, умершего в 1722 г. и служившего при царе Алексее Михайловиче, а также доска с плохо сохранившейся эпитафией младенца Иакова и датой 1748 г.

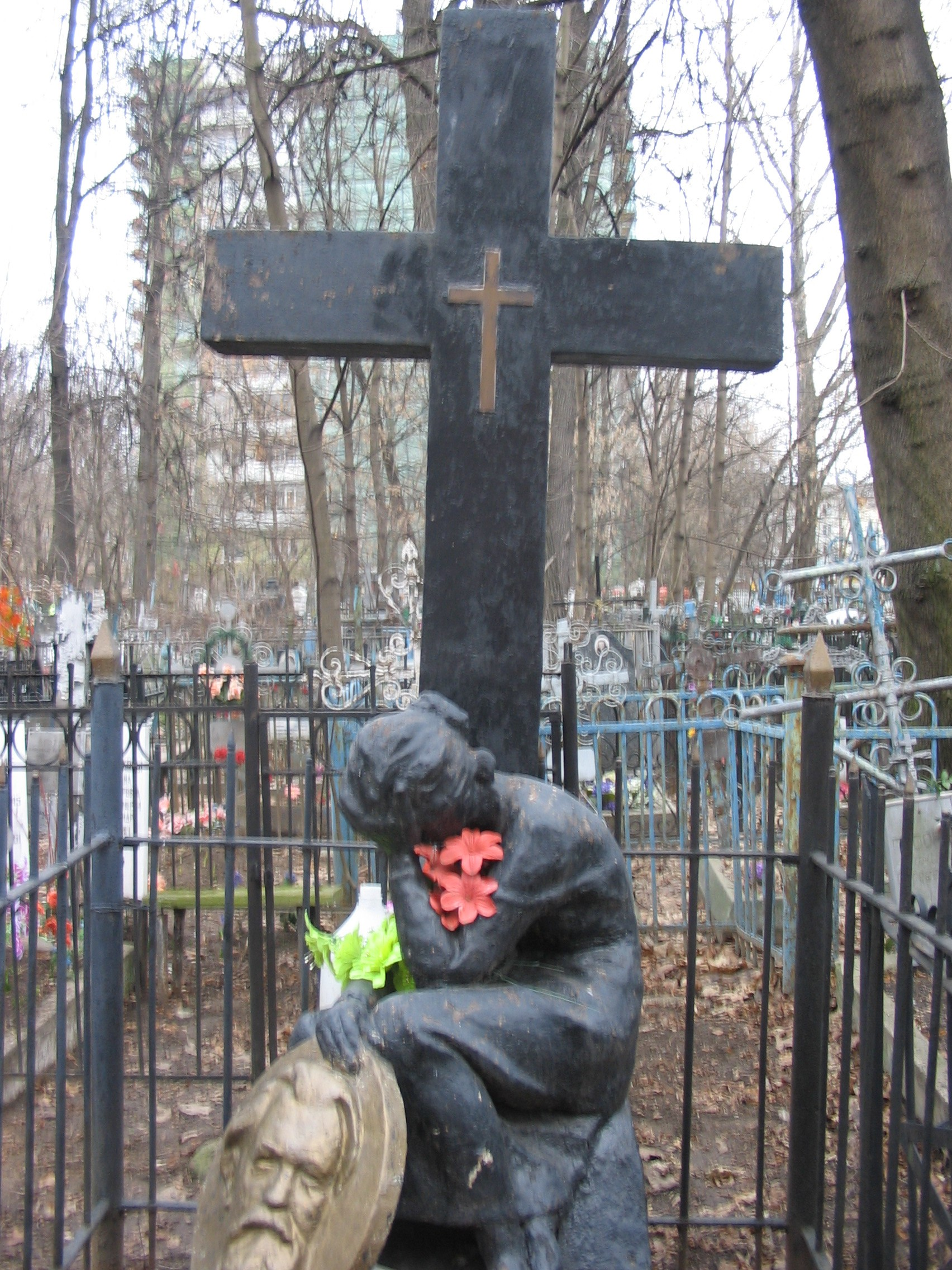
Надгробие протоиерея П. А. Семова

- Протоиереи, служившие в Измайловской церкви:
  - митрофорный протоиерей Пётр Алексеевич Семов (1882—1957), 50 лет священнического служения;
  - митрофорный протоиерей Иоанн Кедров (1864—1943);
  - митрофорный протоиерей Михаил Николаевич Преферансов (1864—1947), 57 лет священнического служения;
  - протоиерей Николай Васильевич Архангельский (ум. 1949);
  - протоиерей Иван Иванович Мостинский (1875—1950).

- Установлен памятный знак всем чадам Русской православной церкви, за веру пострадавшим.

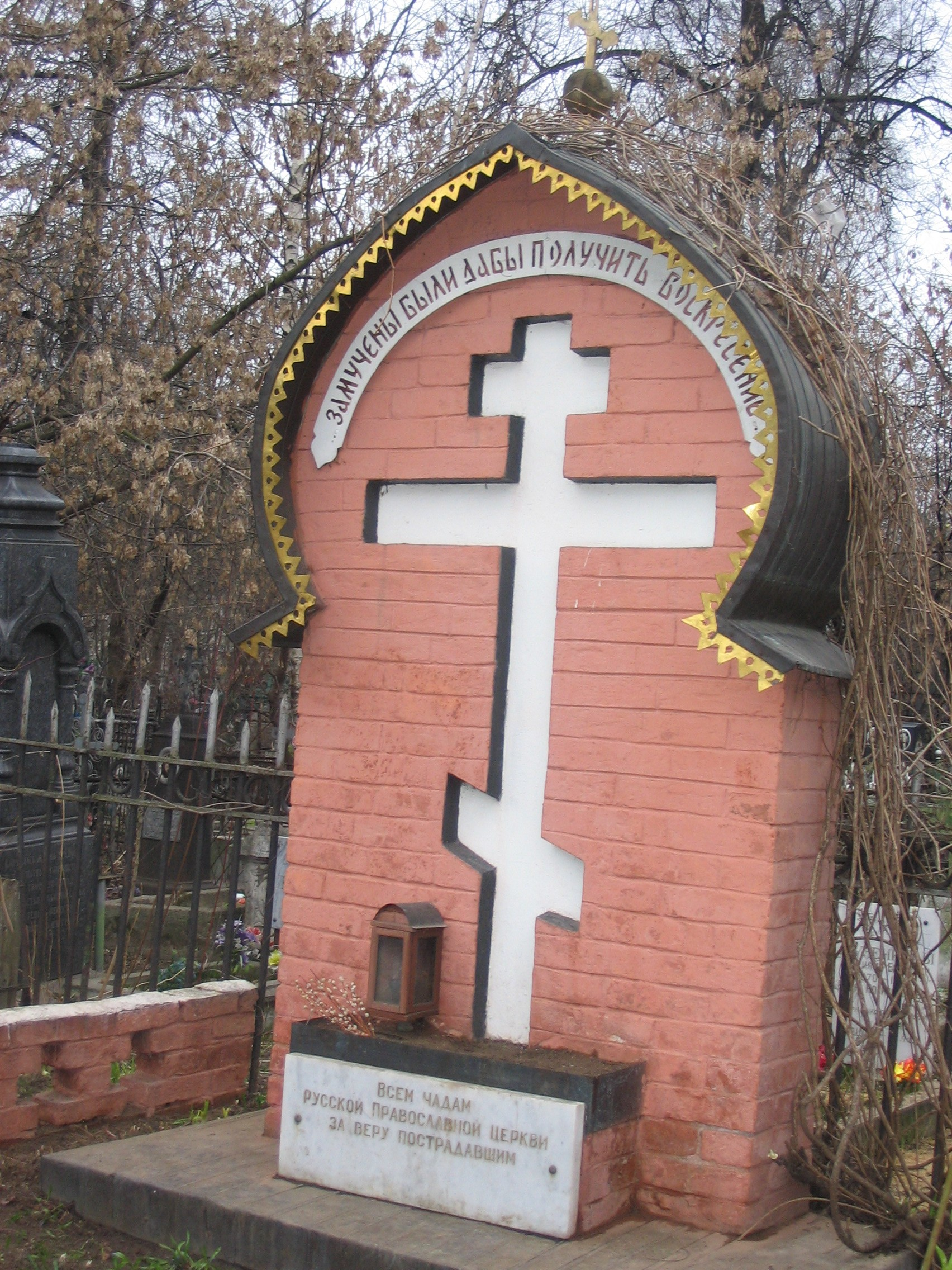
Памятный знак пострадавшим за веру

- Ежов, Евгений Михайлович (1918—1989) — Герой Советского Союза.
- Коляда, Никифор Захарович (1891—1954) — организатор партизанского движения на Смоленщине.
- Подпалова, Галина Ивановна (1904—1994) — российский востоковед, японист, переводчик, доктор исторических наук, профессор.
- Салина, Надежда Васильевна (1864—1956) — оперная певица, заслуженная артистка императорских театров (1908), мать композитора А. И. Юрасовского.
- Филатов, Виктор Васильевич (1918—2009) — реставратор монументальной и станковой темперной живописи, исследователь техники и технологии древнерусской живописи, кандидат искусствоведческих наук, профессор кафедры реставрации и технологии живописи, заслуженный деятель искусств РФ.
- Братские захоронения воинов, погибших в годы Великой Отечественной войны.

- В 2006 году реставрирован памятник лётчикам дальней авиации, погибшим в годы Великой Отечественной войны[1][2].